# 鈴裕化学
株式会社鈴裕化学（すずひろかがく、英: Suzuhiro Chemical Co., Ltd.）は、茨城県守谷市に本社を置く化学工業メーカーである。合成樹脂用難燃剤、難燃助剤の研究開発と製造を専門に行っている。

## 主力製品、事業
- 難燃剤
  - ハロゲン系、ノンハロゲン系粉末難燃剤 - ファイアカット（FCP）
  - 難燃マスターバッチ「ヒロマスター」シリーズ
- 難燃助剤
  - 三酸化アンチモン - 「AT3」シリーズ
  - 三酸化アンチモンマスターバッチ
  - ドリップコントロール剤
- 粉体加工、難燃処方研究の受託

## 沿革
- 1970年 - 東京都中央区日本橋にて会社を設立。
- 1971年 - ゴム、合成樹脂用難燃助剤の委託製造を開始。
- 1974年 - 茨城県北相馬郡守谷町（現:守谷市）に製造所、研究所を建設し、本社を移転。
- 1985年 - 難燃助剤の三酸化アンチモン「AT3」を販売開始。
- 1987年 - 本社に第2工場を新設し、難燃マスターバッチ「ヒロマスター」シリーズを製造開始。
- 1988年 - 無機系難燃剤の設備を導入し、受託製造を開始。
- 1996年 - 中国湖南省冷水江市の錫礦山（現錫礦山閃星銻業有限責任公司)とOEM契約により、三酸化アンチモン「AT-3CN」を委託製造開始。
- 2003年 - 中国広東省東莞市金和阻燃材料有限公司にて、三酸化アンチモン「AT-3CS」を委託製造開始。
- 2004年 - 東莞市金和阻燃材料有限公司にて、「FCPシリーズ」を委託製造開始。
- 2006年 - 中国江蘇省江都市丹霞化工廠にて、「FCPシリーズ」の臭素系難燃剤を委託製造開始。
- 2008年 - 中国山東省山東兄弟化工科技発展有限公司にて、「FCPシリーズ」の臭素系難燃剤を委託製造開始。